# Shin Lim
 (juin 2020).
Le contenu est difficilement compréhensible vu les erreurs de traduction, qui sont peut-être dues à l'utilisation d'un logiciel de traduction automatique.
Liang-Shun Lim, né le 25 septembre 1991 à Vancouver, connu professionnellement sous le nom de Shin Lim, est un magicien canado-américain, reconnu pour son utilisation de la manipulation de cartes et de son tour de main. 
Il est connu pour ses routines magiques élaborées de cartes rapprochées, au cours desquelles il reste silencieux avec les astuces mises en musique. Il est autodidacte, ayant appris la plupart de ses compétences en regardant YouTube. Depuis lors, il a partagé certaines de ses techniques sur YouTube.
Initialement destiné à une carrière de pianiste, il a choisi la magie comme carrière après avoir reçu un diagnostic de syndrome du canal carpien. Il a été découvert vers 2012 et a commencé à faire des tournées internationales, puis a remporté la Fédération internationale des sociétés magiques 2015 en Close-up Card Magic. Ses apparitions sur Penn & Teller: Fool Us et ses victoires sur America's Got Talent lors de la 13e saison et sur America's Got Talent: The Champions lui ont valu une renommée internationale.

## Biographie

### Jeunesse
Lim est le deuxième des trois enfants de parents nés à Singapour. Il est d'origine chinoise. Il est né à Vancouver, où son père terminait ses études supérieures. Sa famille est retournée à Singapour quand il avait 2 ans et a déménagé à Acton (Massachusetts), quand il avait 11 ans. Il a fréquenté l'école secondaire régionale Acton-Boxborough. Dès 9 ans, il montre un intérêt pour la musique. Sa grand-mère lui avait initialement donné un violon, mais il en a été frustré et l'a brisé après une séance d'entraînement, avant de passer au piano. Après avoir obtenu son diplôme d'études secondaires, il fréquente l'École de musique de l'Université Lee dans le Tennessee, où il obtient une double majeure[Quoi ?] en piano et en télécommunications et a été membre de l'ensemble Choral Union. 

### Carrière

#### Premières années
Parallèlement à la musique, Lim s'est intéressé à la magie pendant sa jeunesse. Son frère aîné, Yi, lui a montré un simple tour de cartes, et quand Lim lui a demandé comment cela avait été fait, son frère lui a dit de le rechercher sur YouTube,. Lim s'est plongé dans les vidéos disponibles là-bas et a appris plusieurs astuces. Comme il a commencé à améliorer ses compétences, il a développé ses propres astuces et a utilisé YouTube comme plate-forme pour montrer ses performances et sa technique. Il a crédité les premières émissions de télévision de David Blaine dans le cadre de son inspiration pour la magie, qui s'est éloignée des performances sur grande scène pour des tours simples mais efficaces tels que la magie des cartes.
En 2011, à l'âge de 20 ans, il a reçu un diagnostic de syndrome du canal carpien. Comme la Lee School of Music l'obligeait à consacrer jusqu'à 20 heures par semaine à la pratique du piano, il a été contraint de choisir entre sa musique et sa carrière magique. Il a choisi de s'en tenir à sa passion pour la magie, prenant d'abord une année sabbatique prévue à l'école. Il a continué à développer des astuces et à produire des vidéos YouTube de sa magie, ainsi qu'à développer des astuces à vendre aux fans intéressés.
Pendant le congé sabbatique, il a participé au championnat du monde 2012 de la Fédération Internationale des Sociétés Magiques, où il a terminé à la sixième place. À ce stade, Lim n'était pas sûr de sa carrière et envisageait toujours la musique, mais a été contacté en 2013 par un agent qui avait vu sa performance au Championnat du monde et qui lui avait offert la possibilité de faire une tournée à travers la Chine. Il a accepté, et a apporté quelques changements à sa routine en conséquence. En plus d'étendre son émission pour inclure maintenant 20 minutes de tours, il a abandonné toute narration de sa routine, car il ne parlait pas chinois; cela deviendrait une caractéristique déterminante de ses futurs actes. À la fin de la tournée, Lim a été présenté comme l'artiste final pendant le spectacle. En raison de cette tournée, il a décidé d'abandonner la Lee School of Music pour poursuivre la magie, mais avec l'intention de revenir éventuellement à la musique.
En 2015, il a remporté le Championnat du Monde de Close-up Card Magic de la Fédération Internationale des Sociétés Magiques. Contrairement à la spéculation, il n'y avait pas de prix d'un million de dollars, mais il y avait un potentiel pour être vu par les producteurs à la recherche de talents.

#### Penn & Teller's Fool Us
Peu de temps après sa victoire au Championnat du monde en 2015, Lim a été contacté par les producteurs de Penn & Teller: Fool Us, une émission où les magiciens tentent de tromper (« fool » les hôtes et magiciens Penn et Teller avec leurs tours. Sa routine a trompé les hôtes avec succès. Penn Jillette a décrit la routine de Lim : « L'idée de faire des tours de cartes - qui sont idiots dans leur cœur[Quoi ?] - vraiment sérieusement et vraiment, vraiment important est merveilleuse. » Jillette a décrit plus tard Lim comme faisant partie d'une troisième vague de magiciens, faisant le pont entre les spectacles tels que David Copperfield et Doug Henning et les aspects de réactivité de magiciens comme David Blaine. L'apparition de Lim en 2015 sur Fool Us, téléchargée sur YouTube, est devenue virale et a atteint plus de 50 millions de vues, ce qui a conduit à sa deuxième apparition dans l'émission en 2017 sur invitation. Lim a considéré l'apparition de Fool Us en 2015 comme le moment où sa « magie est assez spéciale », et a décidé de rester sur sa carrière en choisissant la magie plutôt que la musique. Sa performance en 2015 a conduit à un certain nombre d'autres invitations à se produire, notamment à la House of Magic de Macao, en Chine, que Lim considérait comme « le meilleur concert de magie ». Sa vidéo spéciale YouTube Priez pour Paris, ses 52 nuances de rouge en hommage aux victimes des attentats de Paris en novembre 2015, ont attiré davantage l'attention sur ses compétences.
Lors de sa première apparition, Shin Lim a réussi à duper Penn and Teller,. Vers mars 2016, Lim s'est blessé deux tendons du pouce gauche lors d'un nouveau tour de cartes. Croyant au départ que cela aurait mis fin à sa carrière magique, il a été opéré pour réparer les tendons et s'est complètement rétabli après une thérapie intense. Il a remercié son chirurgien et physiothérapeute pour avoir sauvé sa carrière. Par la suite, lors de son apparition en 2017 sur Fool Us, il a de nouveau réussi à duper Penn & Teller.

#### America's Got Talent
Lim avait été contacté par les producteurs de America's Got Talent après son apparition en 2015 sur Fool Us pour voir son intérêt pour le spectacle, mais l'a d'abord refusé car il n'avait qu'un seul acte majeur qu'il pouvait jouer. En 2017, après sa deuxième apparition sur Fool Us, il se sentait prêt à apparaître sur America's Got Talent et a été encouragé par sa fiancée Casey Thomas, danseuse et assistante d'un autre magicien quand il l'avait rencontrée. Thomas a encouragé Lim et lui a fourni des conseils de son propre travail pour améliorer ses routines. Lim a été sélectionné pour la 13e saison de l'émission, et le 19 septembre 2018, a été annoncé vainqueur. En plus d'un prix de 1 million de dollars, Lim sera un grand titre au Théâtre de Paris à Paris Las Vegas. Ses performances pendant la compétition, tout en utilisant des variations de ses tours, incluaient plus de dialogue et d'autres aspects, par exemple, démontrant un peu de son expérience de pianiste pour son spectacle final. Lim a déclaré que l'un des juges de l'émission, Simon Cowell, lui avait dit après son quart de finale qu'il devait montrer plus de sa personnalité, se retirer de la table des cartes et ajouter des éléments plus grands à son émission s'il voulait avoir une chance de gagner. Il a ensuite été invité à revenir pour participer à la première saison de America's Got Talent: The Champions, qui a commencé à filmer immédiatement après sa victoire, et a devancé la ventriloque américaine et championne de la saison 12 Darci Lynne,. 

### Célébrité ultérieure
À partir de son succès sur America's Got Talent, Lim a commencé à mettre en vedette une résidence de longue durée à Las Vegas au Terry Fator Theatre de l'hôtel Mirage Casino en octobre 2019. Il a également commencé à participer en tournée avec The Illusionists, un spectacle de troupe de magiciens de théâtre, ainsi que sa propre tournée aux États-Unis en 2020. Lim a fait de nombreuses apparitions dans des talk-shows depuis ses victoires sur America's Got Talent, notamment The Tonight Show avec Jimmy Fallon, The Ellen DeGeneres Show et The Today Show. En 2020, il a fait des apparitions spéciales sur la deuxième saison d'America's Got Talent: The Champions, d'abord dans un caméo dans le cadre d'un tour de magie réalisé par le concurrent de Britain's Got Talent Marc Spelmann, alias Magician X, et deuxième dans le cadre d'un tour du magicien Colin Cloud, un autre finaliste de Britain's Got Talent.

### Vie privée
Lim vit près de Boston dans le Massachusetts, et détient la citoyenneté canadienne et américaine. Il s'est fiancé à Casey Thomas, qu'il a rencontrée lors de sa tournée à Macao en 2015. Elle se produisait au théâtre d'à côté où il était, et ils ont fait connaissance lors d'événements d'après-spectacle où les deux des groupes de théâtre se sont mélangés en famille[incompréhensible]. Ils se sont mariés à Hawaï le 19 août 2019.

## Prix
| Année | Titres                                                              | Rôle                                                       |
| ----- | ------------------------------------------------------------------- | ---------------------------------------------------------- |
| 2010  | Magie du gros plan pour ados dans le monde                          | Première Place                                             |
| 2011  | Carte adulte Magic I.B.M                                            | Première Place                                             |
| 2011  | Carte Magie adulte nord-américaine (Joint S.A.M. et I.B.M.)         | Champion                                                   |
| 2012  | FISM - Magie des cartes nord-américaines (Jeux olympiques magiques) | Finaliste (dans le Top 6, représentait l'Amérique du Nord) |
| 2014  | Joint nord-américain S.A.M. et I.B.M.                               | Le choix du public                                         |
| 2015  | I.B.M Amérique du Nord                                              | 1ère place et choix du public                              |
| 2015  | FISM                                                                | Champion du monde de magie des cartes rapprochées          |
| 2018  | Prix Merlin                                                         | Meilleur magicien en gros plan                             |
| 2018  | America's Got Talent                                                | Vainqueur                                                  |
| 2019  | America's Got Talent: The Champions                                 | Vainqueur                                                  |